# Межгендерный поединок

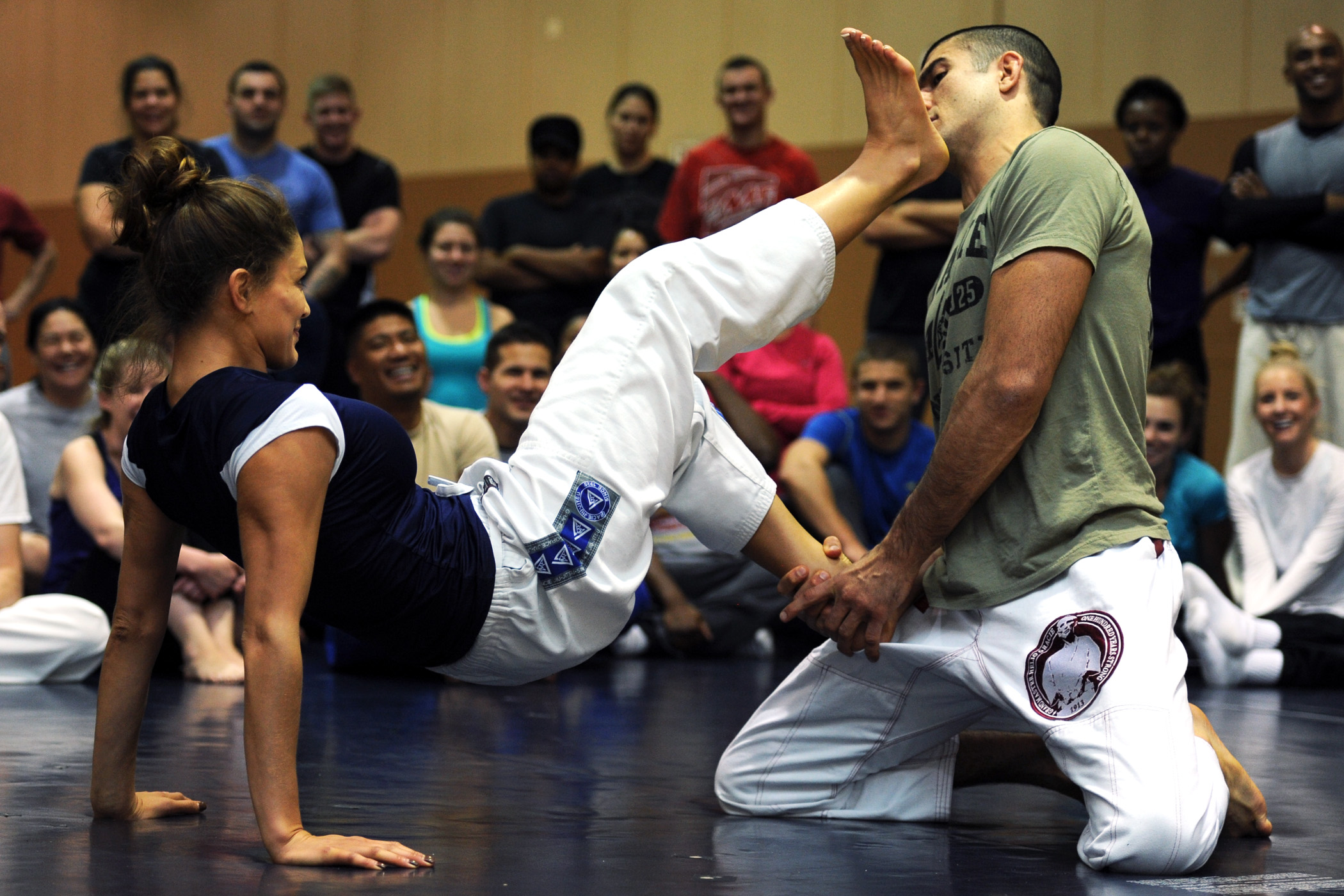
Ив Торрес и Рене Грейси проводят показательный поединок в бразильском джиу-джитсу

Межгендерный поединок — поединок в спортивных единоборствах, в котором непосредственными соперниками являются мужчина и женщина.

## История
На протяжении большей части истории мужчины и женщины редко соревновались друг с другом, поскольку это считалось несправедливым и недостойным рыцарства. Борьба между мужчинами и женщинами была впервые использована в конце 1970-х — начале 1980-х годов комиком Энди Кауфманом. Кауфман участвовал в нескольких снятых на видео выстановочных поединках такого рода и провозгласил себя «Чемпионом мира по борьбе между мужчинами и женщинами», бросив открытый вызов любой претендентке, которая могла победить его. Это стало началом знаменитой перекрёстной вражды между Кауфманом и легендой рестлинга Джерри «Королем» Лоулером.
Кэти Дэвис подала в суд на Атлетическую комиссию штата Нью-Йорк (NYSAC) в 1977 году из-за того, что ей было отказано в боксёрской лицензии из-за того, что она была женщиной, и дело было решено в её пользу позже в том же году, когда судья отменил правило штата Нью-Йорк № 205.15, в котором говорилось: «Ни одна женщина не может быть лицензирована как боксёр или секундант, или получить лицензию на участие в любом рестлинговом шоу с мужчинами». По его мнению, судья сослался на судебный прецедент 1975 года, который «признал это постановление недействительным в соответствии с положениями о равной защите Конституции штата и Федеральной конституции». NYSAC подала апелляцию на это решение, но позже отозвала её.
В 1994 году состоялся первый официально организованный спортивный поединок между мужчиной и женщиной — он был проведён по правилам муай-тай. Нидерландской профессиональной кикбоксерше Люсия Рейкер противостоял относительно малоизвестный боец Сомчай Джайди. Бой закончился нокаутом Люсии во втором раунде. А в 1999 году состоялся первый в истории межгендерный бой по правилам бокса. Американке Маргарет Макгрегор противостоял канадец Луи Чоу с профессиональным рекордом из трех поражений. Девушка превосходила мужчину в антропометрии и легко забрала бой по очкам, причём гонорар обоих соперников составил всего 1500 долларов на каждого.
С 2019 года фрик-бои между мужчинами и женщинами стали проводиться в рамках промоушенов поп-ММА в Польше и РФ. В силу относительной редкости они привлекают большой интерес публики, однако не позволяют собрать достоверные статистические данные о гендерных преимуществах.

## Антропометрические различия мужчин и женщин
Мужчины в среднем превосходят женщин по антропометрическим данным, имеющим значение для спорта. Так, общие показатели физической силы у женщин составляют в среднем примерно 50-60 % от мужских в верхней части тела и 60-70 % в нижней части тела. Мужчины обладают большей силой захвата рук, чем женщины. При этом женщины обладают в среднем меньшей массой тела, чем мужчины, что может отчасти нивелировать эти различия за счёт того, что в единоборствах предусмотрено деление на весовые категории. Тем не менее мужчины в среднем на треть сильнее женщин равного веса из-за более высокого отношения мужской мышечной массы к общей массе тела. Большая мышечная масса мужчин обусловлена лучшей способностью к мышечной гипертрофии в результате более высоких уровней циркулирующего тестостерона. У мужчин обычно большие трахеи и главные бронхи, больший объём лёгких и более крупные сердца, на 10 % более высокое количество эритроцитов и уровень гемоглобина, следовательно, большая выносливость за счёт лучшей способности крови переносить кислород к мышцам.
С учётом этих факторов выходит, что при равной массе и сопоставимом уровне спортивной подготовки мужчина, предположительно, будет иметь преимущество в поединке с женщиной. При организации таких боёв это либо игнорируется (если предметом спортивного интереса является подтверждение или опровержение этого тезиса), либо нивелируется за счёт разницы в весе или навыках в пользу женщины. Одни из наиболее популярных форматов — бой между профессиональной спортсменкой и мужчиной с минимальным бойцовским опытом.
В других видах спорта, например в теннисе, тоже иногда проводятся показательные соревнования между мужчинами и женщинами. Известной практикой являются соревнования спортсменки высшего уровня, находящейся на пике формы, с завершившим карьеру экс-чемпионом или новичком.

## Восприятие и мнения
Спортсмены-мужчины, как правило, не проявляют интереса к межгендерным боям. С одной стороны, из-за физического превосходства мужчин и, как следствие, предопределённого с высокой вероятностью исхода такое состязание не вызывает спортивного интереса, не является справедливым, а в терминологии спортивных экспертов — не обладает соревновательной целесообразностью. С другой стороны, гендерные стереотипы общественного мнения негативно влияют на репутацию спортсмена-мужчины как за сам факт участия в поединке (ситуация «мужчина бьёт женщину»), так и за любой его исход: победить женщину — не повод для гордости, а уступить ей — стыдно. Поэтому чаще всего в таких боях участвуют мужчины, для которых мероприятие является способом повысить свою медийность: рэперы, видеоблогеры, прочие деятели интернет-культуры. При этом поединки, организованные по их инициативе, крайне редки.
Со стороны женщин межгендерные бои не рассматриваются как нормальная форма спортивного противостояния, однако одобряются феминистками, поскольку это, с их точки зрения, позволяет женщинам противопоставить себя гендерным стереотипам. Самая известная из них — боксёрша-активистка Татьяна Дваждова, участвовавшая в межгендерных поединках по боксу (в том числе под видом мужчины), которая заявляла о неполноценности общественного восприятия женского спорта и призывала разрешить женщинам участие в мужских соревнованиях, а однажды даже нарушила проведение боксёрского турнира в Москве, устроив перформанс с плакатами.
Некоторые спортсменки вызывают на бой мужчин-знаменитостей, чтобы добиться сатисфакции после их негативных заявлений в адрес женщин. Так, Ангелина Семёнова вызвала на бой рэпера Алишера Моргенштерна, после того как тот заявил о намерении состязаться в смешанных единоборствах в лиге Hardcore MMA.
Не раз высказывались оценки гипотетических межгендерных боёв в UFC. Так, непобеждённая на тот момент чемпионка Ронда Раузи как-то раз заявила, что может побить 50-60 % бойцов-мужчин в 135-фунтовой весовой категории, однако её хвастовство закончилось двумя нокаутами подряд в обычных женских боях, потерей чемпионского титула и завершением спортивной карьеры. Кайла Харриссон заявляла, что может победить Хабиба Нурмагомедова по правилам дзюдо. Со стороны мужчин подобные заявления делал Генри Сехудо — он заявил о желании стать первым в истории межгендерным чемпионом и вызвал на бой сначала Аманду Нуньес, а потом Валентину Шевченко, причём последняя заявила о готовности принять вызов. Он же планировал бросить вызов Крис Сайборг, которую подозревают в нестандартной половой принадлежности.

## В реслинге
После инцидента с The Kliq в 1996 году, когда профессиональный реслинг был публично разоблачён как написанный по сценарию (что прежде было секретом Полишинеля), поединки между мужчинами и женщинами стали более распространёнными и приняты фанатами. Матчи между мужчинами и женщинами вызвали всплеск общественного интереса и часто включались в список событий в крупных североамериканских промоушенах, таких как Extreme Championship Wrestling, World Wrestling Federation и World Championship Wrestling. Возможно, самой успешной женщиной-рестлером, участвовавшей в матчах между мужчинами и женщинами, была Чайна. Хорошо сложенная бывшая культуристка, она регулярно участвовала в боях со своими коллегами-мужчинами в эпоху WWF Attitude. Она была трехкратной межконтинентальной чемпионкой, чемпионом, традиционно оспариваемым только мужчинами, и на короткое время была претенденткой № 1 на титул чемпиона мира в промоушене. Четыре женщины недолго удерживали в компании ныне прекращённый чемпионат Hardcore: Терри, Могучая Молли, Триш Стратус и одна из шлюх Крестного отца[кто?]. У титула было четкое правило, согласно которому его можно было выиграть, закрепив обладателя титула в любом месте, в любом месте 24/7. Прекращённый чемпионат в тяжелом весе также принадлежал трем женщинам: Жаклин (пока под логотипом WWE), Даффни и Мадусе (последняя, пока титул находился под знаменем WCW).
В японском рестлинг-промоушене FMW Суперзвезда Эйч (разоблаченный Хаябуса) сразилась с Кеко Иноуэ в одиночном матче на платном просмотре 27 марта 2000 года. Иноуэ победил Эйча в матче за звание чемпиона ранее в том же месяце. В то время как Иноуэ представляла реальную угрозу для Эйч и неоднократно сбивала его с ног своими ударами, Эйч одерживала решительную победу.
Харви Уипплман отличается тем, что является единственным мужчиной в истории WWE, выигравшим ныне упраздненный женский чемпионат, победив Кэт в матче с снежным зайчиком, переодевшись в драг, как Хервина.
На WrestleMania 22 Бугимен победил Букера Ти и Шармелла в матче с гандикапом между мужчинами и женщинами.
Известный межгендерный командный матч из шести человек состоялся на WWE в One Night Stand 2006, когда команда Эджа, Литы и Мика Фоули победила команду Бьюлы МакГилликатти, Терри Фанка и Томми Дримера, после того, как мужчина-рестлер Эдж пронзил и пригвоздил женщину-рестлера Бьюлу.
Этот вид состязаний продолжает вызывать споры по всей Северной Америке, поскольку матчи часто пересекают грань между спортивными мероприятиями и чисто эротическими развлечениями, а также обвинениями в изображении необоснованного физического насилия в отношении женщин. Несмотря на то, что все ещё является обычным явлением на независимой арене, WWE разрешает межгендерные матчи только на неполный рабочий день из-за рейтинга PG и, если время было выбрано правильно из-за контракта с Mattel, чтобы избежать подавления женщин мужчинами по телевизору), хотя в прошлом некоторые из их соперниц участвовали в ежегодных соревнованиях Royal Rumble (отдельный матч Royal Rumble для женщин был введен в 2018 году). На сегодняшний день четыре женщины соревновались в мужском Royal Rumble: Чайна (1999 и 2000, единственная, кто делал это несколько раз), Бет Феникс (2010), Харма (2012) и Ниа Джакс (2019, первая с момента введения женского Royal Rumble). В противоположность этому, на WrestleMania 25 рестлер Энтони Карелли (более известный под своим именем на ринге Сантино Марелла) выиграл королевскую битву дивы, будучи одетым в драг, как «Сантина Марелла» (сестра-близнец Сантино). Однако после введения рейтинга PG было проведено несколько межгендерных поединков, в основном в комедийных матчах; Лита прижала Хита Слейтера после того, как на него напали и оставили без сознания несколько опытных рестлеров перед матчем 23 июля 2012 года в эпизоде Raw. Джеймс Эллсворт также участвовал в нескольких матчах между мужчинами и женщинами, в частности, проиграл Бекки Линч в эпизоде SmackDown Live от 7 ноября 2017 года. На Фастлейн (2021) Брэй Уайатт помог Алексе Блисс победить Рэнди Ортона в их кинематографичном межгендерном поединке, который был наполнен сверхъестественными трюками.
В мексиканских турнирах Луча Либре межгендерные поединки чаще встречаются в командных матчах. Тем не менее, как мужчинам, так и женщинам-борцам запрещено нападать на представителей своего пола. Некоторые команды такого типа состоят из братьев и сестер (например, Синтия Морено и Ориентал), тренируются одновременно с одним и тем же инструктором или даже состоят в реальных отношениях, таких как парень / девушка (Сибернетико и Эстреллита) или, в исключительных случаях, муж и жена (Билли Бой и Фаби Апачи). Lucha Underground регулярно проводит матчи один на один между мужчинами и женщинами. Секси Стар удерживала титул Луча Андеграунд в течение дня, выиграв его в матче на выбывание и уступив Джонни Мундо в матче между мужчинами и женщинами.
Impact Wrestling провела турнир Slammiversary XVII 2019 года, на котором состоялся очень громкий матч по борьбе между мужчинами и женщинами в рамках главного события, в котором Сами Каллихан победил Тессу Бланчард. На турнире «Трудно убить» в 2020 году Тесса Бланчард победила Сами Каллихана в матче-реванше и выиграла чемпионат мира по импакту.

## Известные межгендерные поединки
- Тоня Хардинг в 2003 году провела выставочный поединок с Дагом Стэнхоупом[21].